# Голядь
Го́лядь (др.-рус. голѧдь) — балтоязычное племя, обитавшее, согласно древнерусским письменным источникам XI—XII веков, в верховьях реки Протвы, левого притока Оки, между землями вятичей и кривичей. Относится исследователями к так называемым днепровским балтам. Археологические следы дискуссионны. Этноним считается тождественным названию прибалтийских галиндов.

## Этимология названия
А. И. Соболевский сравнивал этноним голядь с лит. gala «сила», лит. galingas «сильный, могущественный». По мнению М. Гимбутас, название племени связано с обозначением окраины, края, конца, пограничья (литов. gãlas ‛конец’, латыш. gàls и т. п.).
Литовский языковед Витаутас Мажюлис связывал название прусского племени галиндов с не сохранившимся гидронимом *Galinda, в котором корень связан в конечном итоге с балтской лексикой типа литовского gelmė «глубина», galvis «пруд на месте старого речного русла или рукава реки».

## История

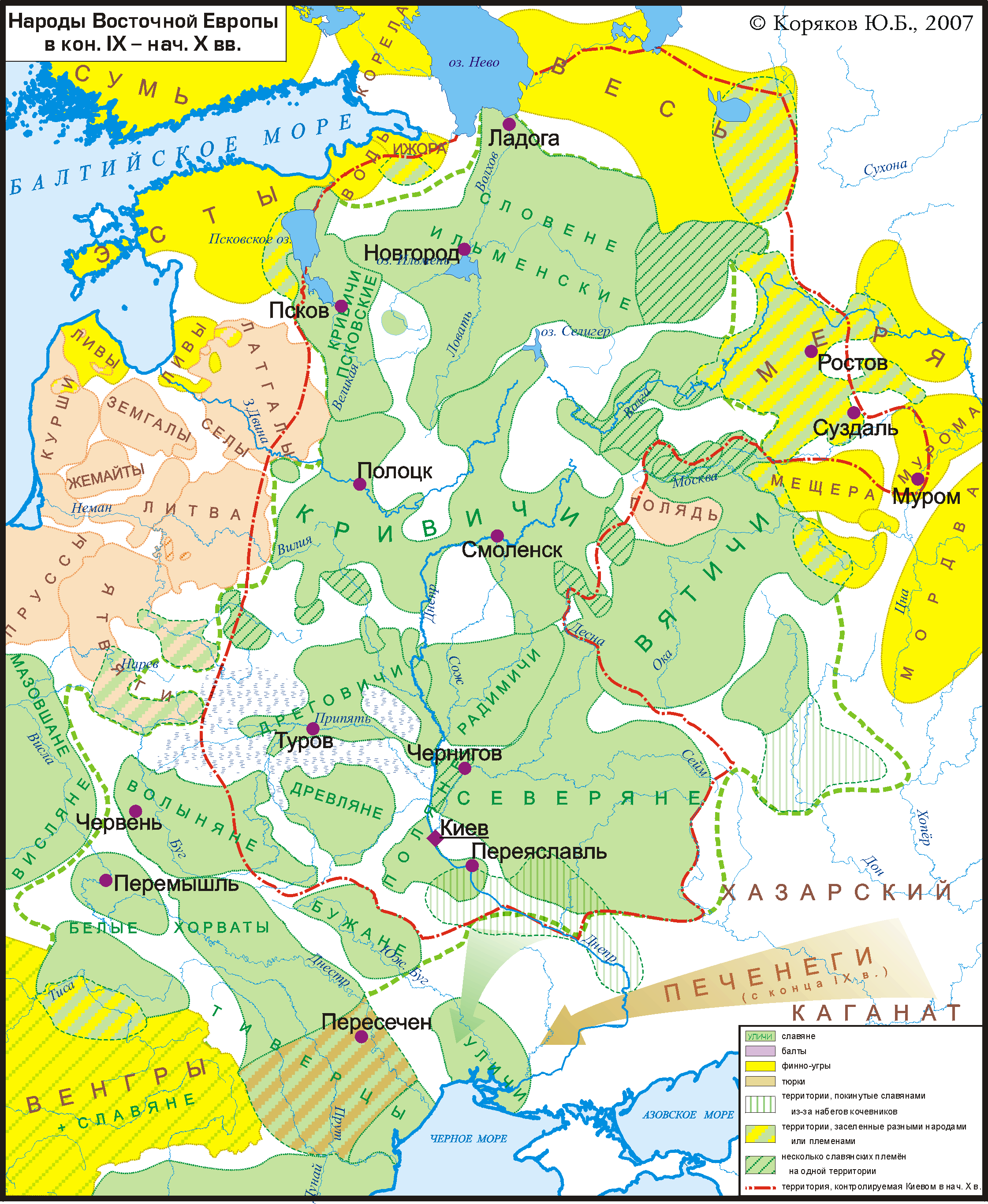
Народы Восточной Европы в конце IX — начале X века. Балтийские племена обозначены бежевым; голядь — на восточной половине карты

Академик Топоров видит непосредственных предков голяди в носителях почепской и мощинской культур. По-видимому голядь — последний осколок огромного массива днепровских балтов, которые столетиями занимали обширные территории вдоль среднего течения Днепра, бассейн Десны, верховья Оки и т. д. Лев Клейн предположил, что голядь представляла из себя потомков племён фатьяновской культуры; то же мнение приведено в антологии «Народы Европейской части СССР». После расселения славян к концу 1-го тысячелетия н. э. голядь оказалась между землями вятичей и кривичей, которые её частично ассимилировали. В. В. Седов полагал, что гольтескифы, упоминаемые Иорданом, являлись голядью.
Первое летописное упоминание о голяди относится к 1058 году, когда это племя было разбито киевским князем Изяславом Ярославичем. В следующем упоминании под 1147 годом сообщается, что суздальский князь Юрий Долгорукий, претендовавший на киевский престол, пошёл с войском на Новгород Великий, а черниговскому князю Святославу Ольговичу повелел воевать Смоленскую волость. Последний принял это предложение и захватил часть земель, заселенных голядью — «…и шед Святославъ и взя люди Голядь, верхъ Поротве…»
В 1248 году на Протве погиб владимирский князь Михаил Хоробрит, брат Александра Невского: «И Михаиле Ярославичъ московский убьенъ бысть от Литвы на Поротве». Предполагается, что целью похода литовцев на Протву было привлечение родственной им голяди к набегам на южные земли Владимирского княжества. По мнению академика В. В. Седова, «Литва на р. Протве в середине XIII в. это — безусловно потомки голяди».
Согласно В. Н. Топорову, прусское племя галиндов включилось в миграцию готов на юг в середине 1-го тысячелетия, но повернуло на восток. Маршрут движения галиндов в южном и восточном направлении отмечен, кроме прочего, «голядскими» топонимами, в том числе на правобережье Припяти (Голядин, Голяда), в брянско-орловской полосе (Взголяжье, Голяжи, Голяжье), в Подмосковье (реки Голедянка, Голяди севернее Москвы).

## Топонимика
По мнению географа Е. М. Поспелова, название деревни Голяди Дмитровского района Московской области объясняется тем, что отдельные группы голяди могли жить в более северных районах, чем бассейн реки Протвы. В ситуации проживания народности в иноязычном окружении чаще всего происходит образование географических названий на основе этнонима. В этих условиях этнические названия позволяли выделить объект среди окружающих его. Непосредственная связь названия деревни с этнической принадлежностью её основателей может подтверждаться топонимическим окружением: рядом протекают реки Лама, Яуза, Нудоль, названия которых имеют бесспорно балтийское происхождение. Также в  Клинском районе существовала деревня Голяди, в советское время переименованная в Папивино. В черте нынешней Москвы протекает река Голедянка, левый приток реки Нищенки, название которой, по мнению В. Н. Топорова, также связано с голядью.